# Asota nervosa
Asota nervosa là một loài bướm đêm trong họ Erebidae.